# Gabriele Rasbach
Gabriele Rasbach (* 1962 in Frankfurt am Main) ist eine deutsche Provinzialrömische Archäologin.

## Leben
Gabriele Rasbach wuchs in Frankfurt am Main auf und besuchte von 1968 bis 1972 die dortige Grundschule. Nach ihrem Abitur an der Altkönigschule in Kronberg im Taunus im Jahr 1981 absolvierte sie bis 1983 eine Kaufmännische Ausbildung im Buchhandel.
Von 1984 bis 1989 studierte sie an der Universität Frankfurt Griechische und Römische Geschichte, Vor- und Frühgeschichte sowie Kunstgeschichte. Sie schloss ihr Studium 1989 mit einer Magisterarbeit zum Thema Kommentierte Bibliographie zu Grabfunden in Niederösterreich – Latènezeit bis Frühmittelalter ab. Von 1989 bis 1990 erstellte sie das Inventar der Funde aus dem römischen Militärlager Stockstadt im Saalburg-Museum in Bad Homburg vor der Höhe. Von 1991 bis 1994 arbeitete sie als wissenschaftliche Hilfskraft bei der Römisch-Germanischen Kommission (RGK). 1993 promovierte sie an der Johann Wolfgang Goethe-Universität Frankfurt am Main über Die römerzeitlichen Gräber von Asciburgium, Kr. Wesel. Das nördliche Gräberfeld.
Ab 1994 war Rasbach wissenschaftliche Mitarbeiterin der RGK, seit 2002 ist sie Wissenschaftliche Leiterin der Bibliothek, der elektronischen Bibliographie und des Archivs der RGK des Deutschen Archäologischen Instituts. „Sammelschwerpunkt der Bibliothek in der Palmengartenstraße 10–12 in Frankfurt am Main ist Literatur zur vor- und frühgeschichtlichen Archäologie Europas einschließlich der Archäologie der römischen Provinzen und der Archäologie des Mittelalters. Das Archiv enthält Grabungsunterlagen, Akten und Korrespondenzen der Reichs-Limeskommission und der Römisch-Germanischen Kommission. Außerdem verwahrt es Dokumente zur Geschichte der RGK sowie Briefwechsel mit in- und ausländischen Gelehrten. Es enthält außerdem die wissenschaftlichen Nachlässe ehemaliger Direktoren, Mitarbeiter und befreundeter Kollegen (u. a. Gerhard Bersu, Hans Jürgen Eggers, Hans Jürgen Hundt, Ernst Sprockhoff).“
Rasbach tritt als Referentin auf diversen Kolloquien auf und ist Lehrbeauftragte für die Vindonissa-Professur für Archäologie der römischen Provinzen an der Universität Basel. Dort hält sie Seminare und Übungen zum Thema „Das Ober- und Hochrhein-Gebiet in (früh-)römischer Zeit“, „Militärische Anlagen der römischen Kaiserzeit am Hoch- und Oberrhein sowie in den Alpen“ und „Bestattungssitten in den nordwestlichen Provinzen des Imperium Romanum“ sowie die Exkursion „Eisenzeitliche und römische Fundstellen am Hoch- und Oberrhein“.

## Ausgrabungen und Forschungsschwerpunkt
Gabriele Rasbach war als Mitarbeiterin und Leiterin an zahlreichen Ausgrabungen beteiligt:
- Schwabmünchen (Landkreis Augsburg, Bayern, Deutschland): Römische Töpferei in Rapis,
- Biberist (Bezirk Solothurn, Kanton Solothurn, Schweiz): Villa rustica von Biberist-Spitalhof,
- Alise-Sainte-Reine (Département Côte-d’Or, Burgund, Frankreich): Caesarische Militäranlagen und spätantikes Militärlager in Alesia,
- Zenowo-Kriwina (Oblast Russe, Bulgarien): Spätantikes Militärlager Iatrus,
- Ober-Mörlen-Langenhain (Wetteraukreis, Hessen, Deutschland): Römische Villa,
- Mamming/Pilsting-Peigen (Landkreis Dingolfing-Landau, Bayern, Deutschland): Frühmittelalterliches Gräberfeld.
- 1996–2009: Grabungsleitung zusammen mit Armin Becker in Lahnau-Waldgirmes, (Lahn-Dill-Kreis, Hessen, Deutschland): Forschungsgrabung in der augusteischen Stadtgründung in der Germania Magna (4 v. Chr. bis 16 n. Chr.)[2][3][4]

Sie arbeitet an der abschließenden Publikation zur Grabung in Waldgirmes und beschäftigt sich vor allem mit dem Übergang von der vorrömischen Eisenzeit zur römischen Kaiserzeit im Mittelgebirgsraum.

## Mitgliedschaften
- 1998–2005: Vertreterin der nicht in leitender Stellung tätigen Wissenschaftler am Deutschen Archäologischen Institut in der Zentraldirektion des DAI
- seit 1997: Mitglied der Kommission für Archäologische Landesforschung Hessen
- seit 1998: Ordentliches Mitglied des DAI
- seit 2004: Mitglied im Vorstand der Stiftung Burg Kronberg im Taunus
- seit 2011: Ständige Beisitzerin im Förderverein Römisches Forum Waldgirmes e.V.
- seit 2012: Mitglied im Beirat der Historisch-Archäologischen Gesellschaft Frankfurt am Main